# Turismo na Costa Rica

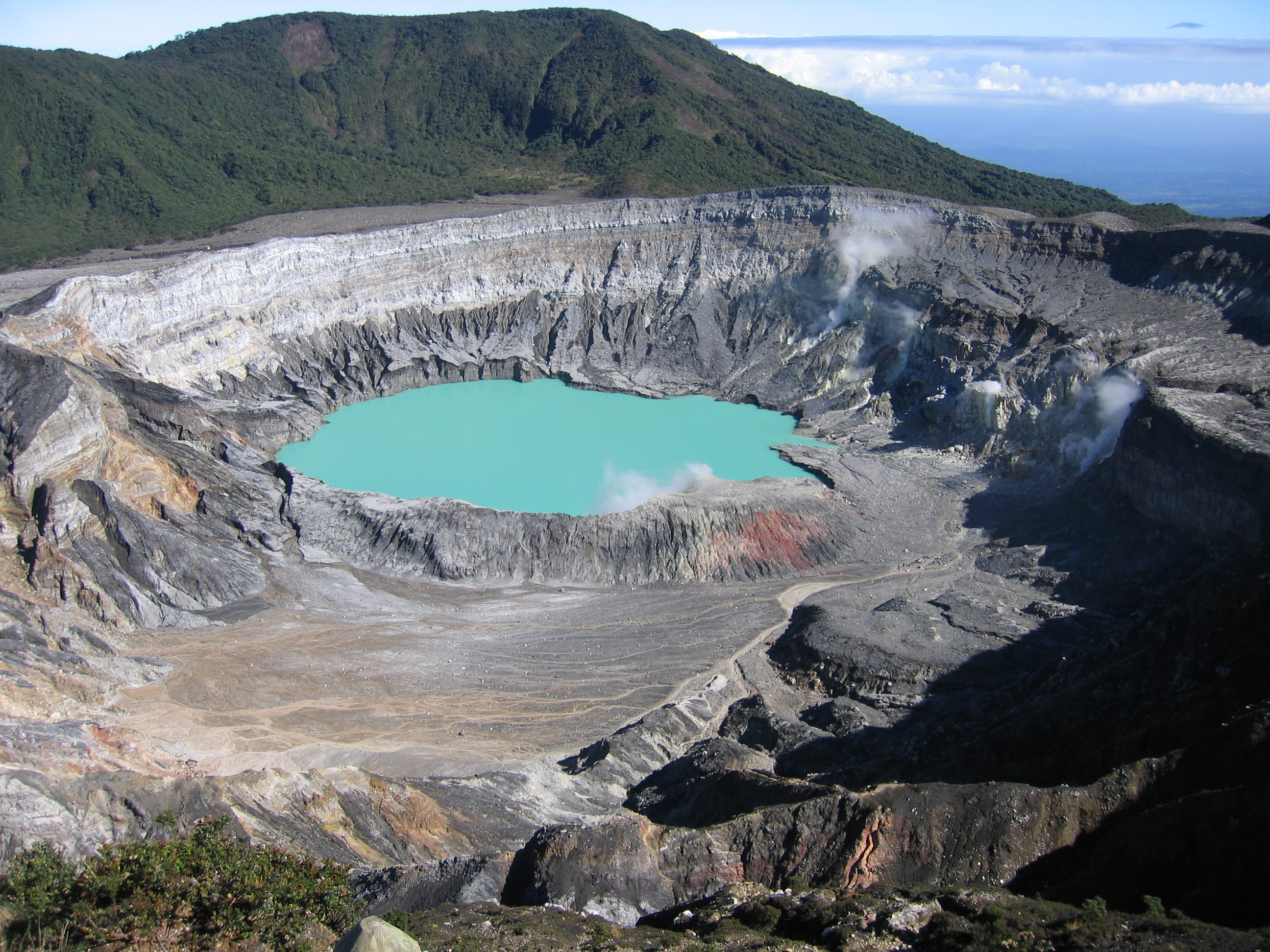
A cratera do Vulcão Poás é um dos destinos mais populares dos turistas estrangeiros.

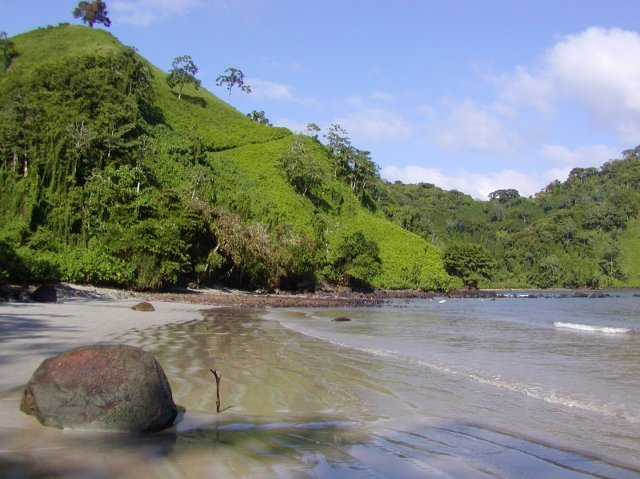
Patrimônio Mundial, a Ilha do Coco é um dos destinos naturais mais importante da Costa Rica e é candidato para as 7 Maravilhas Naturais do mundo.

O turismo na Costa Rica é um dos principais setores econômicos e de maior crescimento do país e desde 1995 representa a primeira fonte de moeda estrangeira da economia. Desde 1999 o turismo gera para a Costa Rica maiores receitas que a exportação de banana abacaxi e café juntos, historicamente os produtos tradicionais de exportação costarriquenha. Em 2008 o turismo contribuiu com 7,2% do PIB do país, forneceu um 22,7% do câmbio exterior advindo das exportações de bens e serviços, e em 2005 foi responsável por um 13,3% dos empregos diretos e indiretos. O crescimento acelerado do turismo começou em 1987, com o número de visitantes indo de 329.000 em 1988, para 1 milhão em 1999, até atingir 2 milhões de turistas estrangeiros em 2008. Em 2014 o número de visitantes alcançou o recorde de 2,5 milhões de turistas estrangeiros, gerando uma receita de USD2,636  bilhões.
A principal vantagem comparativa do turismo costarriquenho é seu sistema de parques nacionais e áreas protegidas, que cobrem um 25% del território nacional, que por percentual territorial é a maior do planeta, e que hospeda uma rica variedade de flora e fauna, que estima-se contem um 5% da biodiversidade do mundo em menos de 0,1% da terra firme do planeta. Alem disso, a Costa Rica tem numerosas praias no Oceano Pacífico e no Mar do Caribe, ambos litorais separados somente por uns centos de quilômetros. Os turistas também podem visitar com segurança vários vulcões localizados em parques nacionals. Ao inicio dos anos noventa, a Costa Rica chegou a ser conhecida como o principal representante ("poster child") do ecoturismo, período no qual as chegadas de turistas estrangeiros alcanzou uma taxa de crescimento anual de 14% entre 1986 e 1994.

## Características

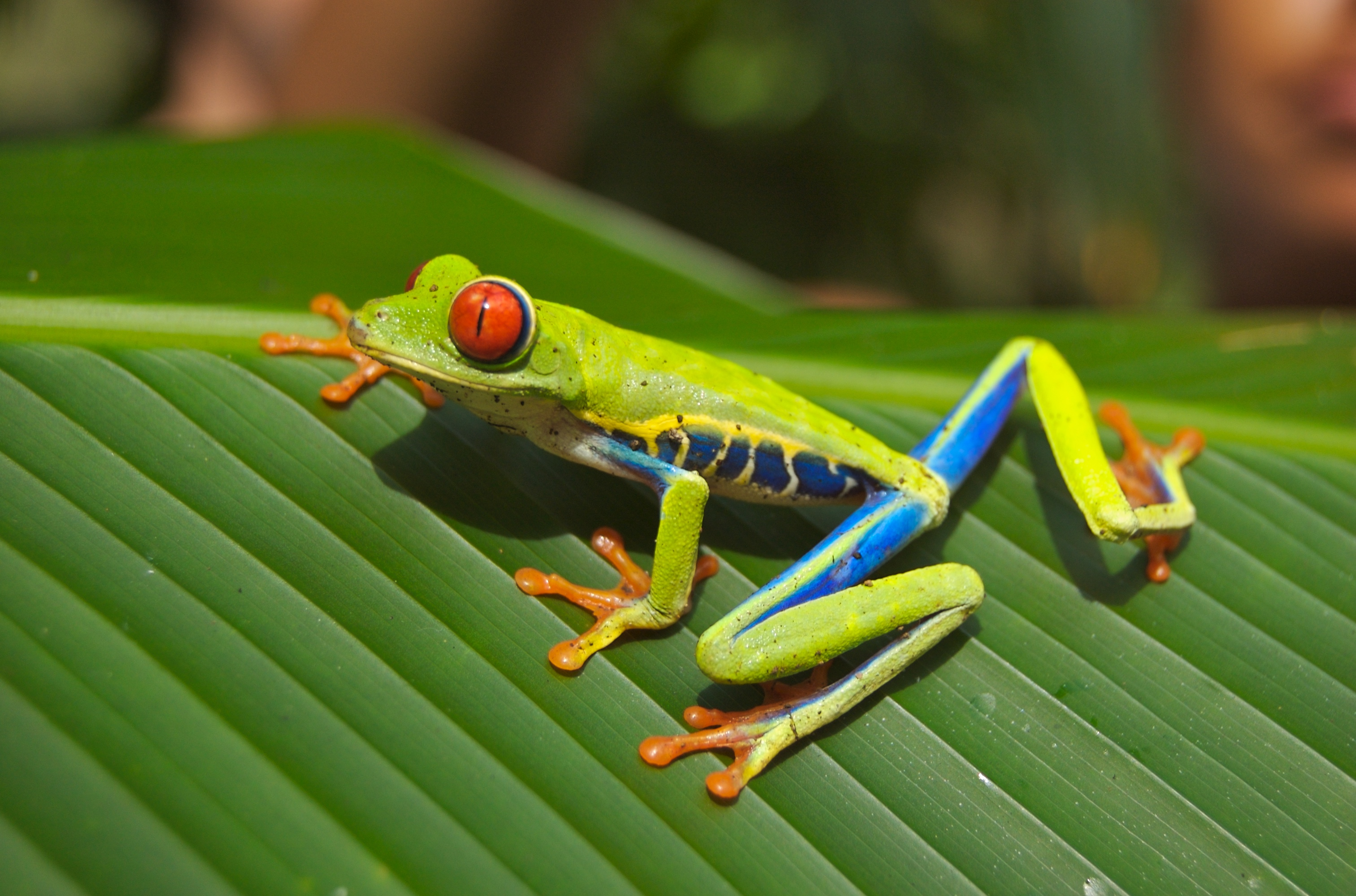
A biodiversidade da Costa Rica é um de seus atrativos para o ecoturismo. Uma espécie notável é a rã verde de olhos vermelhos.

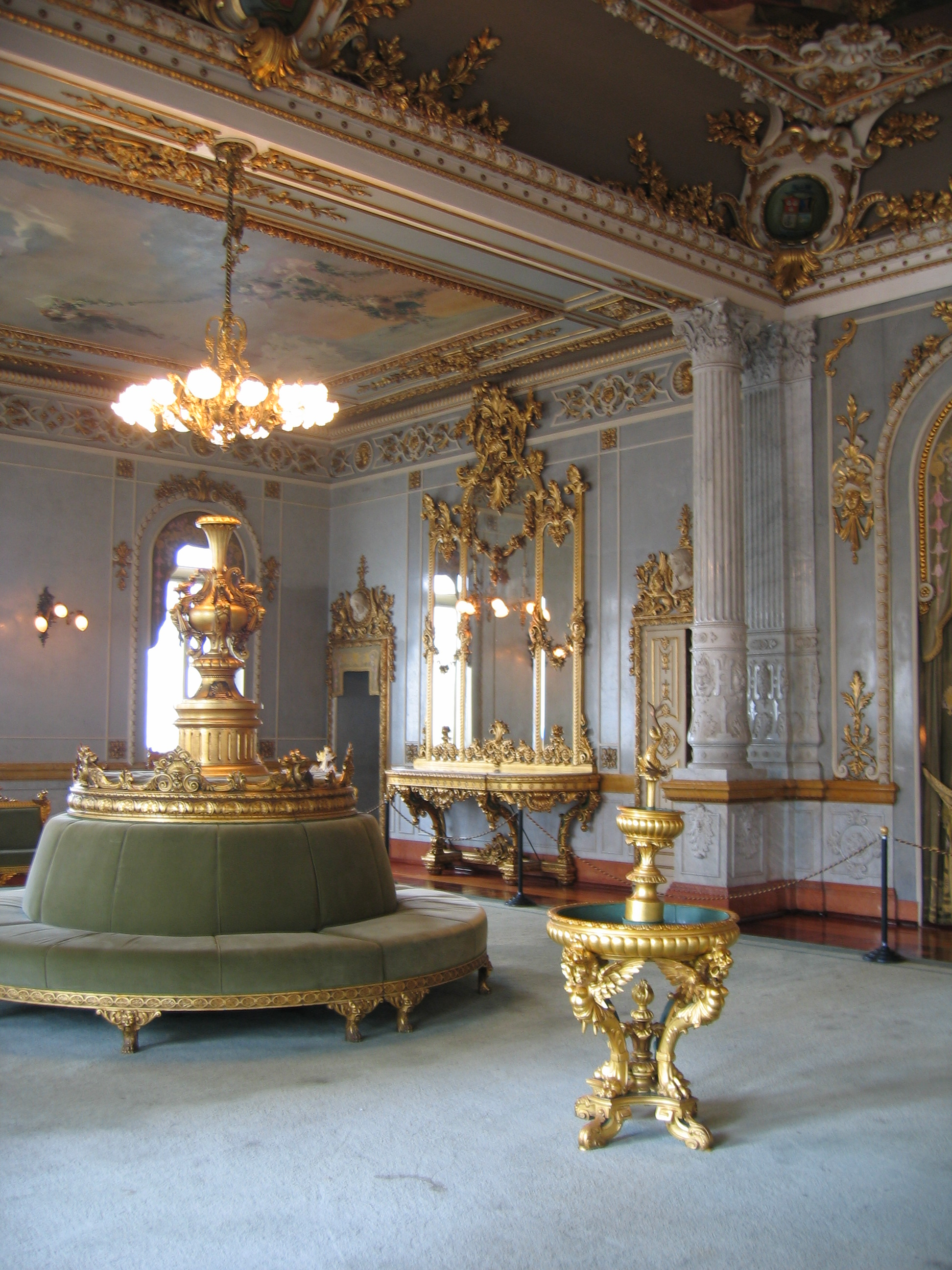
Interior do Teatro Nacional da Costa Rica (El Foyer).

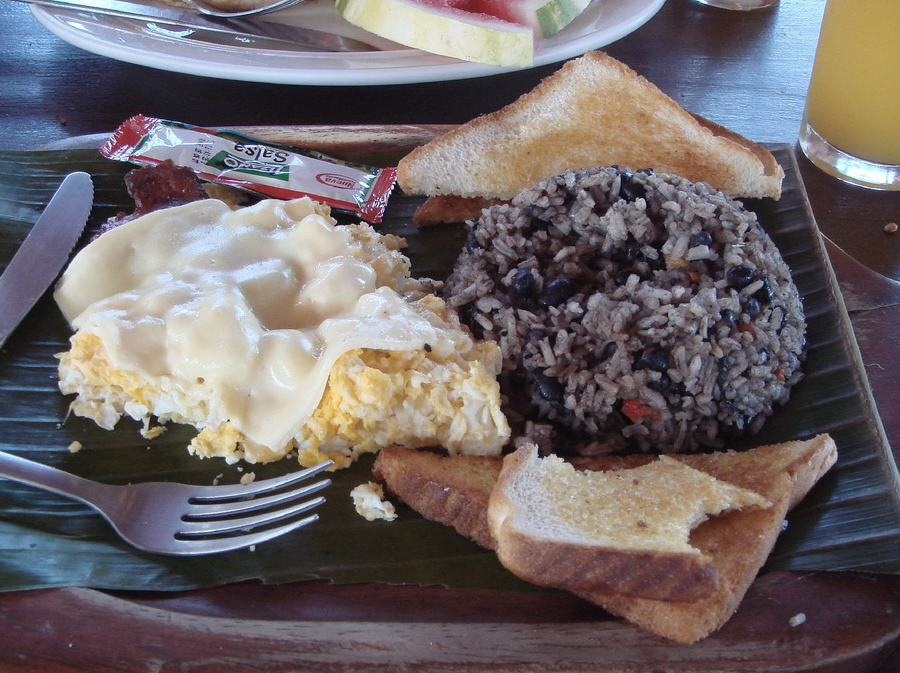
Uma comida típica costa-riquenha é o "Gallo Pinto", servida no café da manhã.

Na classificação do Índice de Competitividade em Viagens e Turismo (TTCI pela sigla em inglês) de 2009, que mensura os fatores preponderantes à consolidação de negócios no setor turístico de cada país, a Costa Rica alcançou o 42º lugar mundial, sendo o primeiro colocado entre países da América Latina e o quarto no continente americano. As vantagens competitivas da Costa Rica para desenvolver empreendimentos turísticos consolidaram-se na área  de recursos humanos e naturais, nos quais o país classificou-se no lugar 31 ao nível mundial em 2009, com maior destaque para indicadores relativos a recursos naturais, onde a Costa Rica posiciona-se no sexto lugar do ranking mundial. O relatório do TTCI também aponta que as principais deficiências do setor turístico costa-riquenho estão na carência de recursos culturais (89º lugar) e principalmente na infra-estrutura do transporte terrestre (103º lugar), ainda que a densidade da malha rodoviária e boa (40º lugar)..
Um 60% dos visitantes estrangeiros em 2008 foram provenientes dos países no mercado mundial que mais gastam por viagem. Nesse ano, um 46,7% dos visitantes foi proveniente de América do Norte, e um 13,9% dos países da União Europeia. Em 2007 e 2008 a despesa média dos turistas estrangeieros foi de USD 1,000 por visitante, valor por visita entre os maiores da América Latina. Os cinco principais países emisores em 2008 foram os Estados Unidos (38,6%), a Nicarágua (21,8%), o Canadá (5,2%), o Panamá (3,5%), e o México (2,9%). A pesquisa realizada em 2006 mostrou que os visitantes provenientes do Caribe e da América do Sul tem como principais motivos de viagem negócios e assuntos profesionais, em quanto a maioria dos visitantes americanos, canadienses e europeus visitam a Costa Rica por lazer e de férias. Para um 58% dos visitantes, a recomendação de amigos ou familiares foi o principal motivo para visitar a Costa Rica para férias. A principal reclamação ou insatisfação dos visitantes foi o má condição das estradas. Os principais vinte países de origem dos turistas estrangeiros que visitaram a Costa Rica em 2008 são:
| Principais países emissores de turistas para a Costa Rica em 2010 (Top 20) | Principais países emissores de turistas para a Costa Rica em 2010 (Top 20) | Principais países emissores de turistas para a Costa Rica em 2010 (Top 20) | Principais países emissores de turistas para a Costa Rica em 2010 (Top 20) | Principais países emissores de turistas para a Costa Rica em 2010 (Top 20) | Principais países emissores de turistas para a Costa Rica em 2010 (Top 20) | Principais países emissores de turistas para a Costa Rica em 2010 (Top 20) | Principais países emissores de turistas para a Costa Rica em 2010 (Top 20) |
| Posição                                                                    | País de origem                                                             | Chegadas visitantes 2010                                                   | % Total de chegadas                                                        | Posição                                                                    | País de origen                                                             | Chegadas visitantes 2010                                                   | % Total de chegadas                                                        |
| -------------------------------------------------------------------------- | -------------------------------------------------------------------------- | -------------------------------------------------------------------------- | -------------------------------------------------------------------------- | -------------------------------------------------------------------------- | -------------------------------------------------------------------------- | -------------------------------------------------------------------------- | -------------------------------------------------------------------------- |
| 1º                                                                         | Estados Unidos                                                             | 830.993                                                                    | 39,6                                                                       | 11º                                                                        | Reino Unido                                                                | 34.745                                                                     | 1,7                                                                        |
| 2º                                                                         | Nicarágua                                                                  | 427.362                                                                    | 20,4                                                                       | 12º                                                                        | Honduras                                                                   | 34.043                                                                     | 1,6                                                                        |
| 3º                                                                         | Canadá                                                                     | 119.654                                                                    | 5,7                                                                        | 13º                                                                        | Colômbia                                                                   | 32.999                                                                     | 1,6                                                                        |
| 4º                                                                         | Panamá                                                                     | 77.918                                                                     | 3,7                                                                        | 14º                                                                        | Países Baixos                                                              | 26.373                                                                     | 1,3                                                                        |
| 5º                                                                         | México                                                                     | 54.662                                                                     | 2,6                                                                        | 15º                                                                        | Venezuela                                                                  | 24.586                                                                     | 1,2                                                                        |
| 6º                                                                         | El Salvador                                                                | 53.669                                                                     | 2,6                                                                        | 16º                                                                        | Argentina                                                                  | 20.080                                                                     | 1,0                                                                        |
| 7º                                                                         | Guatemala                                                                  | 48.682                                                                     | 2,3                                                                        | 17º                                                                        | Itália                                                                     | 19.658                                                                     | 0,9                                                                        |
| 8º                                                                         | Espanha                                                                    | 48,492                                                                     | 2,3                                                                        | 18º                                                                        | Suíça                                                                      | 14,336                                                                     | 0,7                                                                        |
| 9º                                                                         | Alemanha                                                                   | 44.539                                                                     | 2,1                                                                        | 19º                                                                        | Bélgica                                                                    | 13.306                                                                     | 0,6                                                                        |
| 10º                                                                        | França                                                                     | 35.266                                                                     | 1,7                                                                        | 20º                                                                        | Brasil                                                                     | 13.121                                                                     | 0,6                                                                        |
| Chegadas de turistas internacionais por região de origem em 2010 (Top 4)   |                                                                            |                                                                            |                                                                            |                                                                            |                                                                            |                                                                            |                                                                            |
| 1º                                                                         | América do Norte                                                           | 1.005.309                                                                  | 47,9                                                                       | 3º                                                                         | Europa                                                                     | 277.412                                                                    | 13,2                                                                       |
| 2º                                                                         | América Central                                                            | 642.517                                                                    | 30,6                                                                       | 4º                                                                         | América do Sul                                                             | 119.167                                                                    | 5,7                                                                        |

## Comparação dos indicadores com destinos da América Latina
A seguir é apresentado um resumo comparativo das principais estatísticas sobre o turismo na Costa Rica com países que estão entre os destinos mais populares da América Latina e o Caribe, incluindo indicadores que refletem a importância da atividade em suas economias, assim como seu potencial ou atrativo para realizar investimentos ou desenvolver negócios no setor de viagens e turismo de cada país, refletido pelo índice de competitividade do turismo.
| Países selecionados da América Latina | Chegadas turistas internl. 2010 (em mil) | Receitas turismo internl. 2010 (em USD mil) | Receita média por chegada 2010 (USD/turista) | Chegadas Turistas per 1000 hab (estimado) 2007 | Receitas per capita 2005 USD | Receitas % exportação bens e serviços 2003 | Receitas turismo % PIB 2003 | % Empregos diretos e indiretos no turismo 2005 | Classif. Mundial Competitiv. Turística TTCI 2011 | Valor do Índice TTCI 2011 |
| ------------------------------------- | ---------------------------------------- | ------------------------------------------- | -------------------------------------------- | ---------------------------------------------- | ---------------------------- | ------------------------------------------ | --------------------------- | ---------------------------------------------- | ------------------------------------------------ | ------------------------- |
| Argentina                             | 5.288                                    | 4.930                                       | 932                                          | 115                                            | 57                           | 7,4                                        | 1,8                         | 9,1                                            | 60                                               | 4,20                      |
| Bahamas                               | 1.368                                    | 2.059                                       | 1.505                                        | 4.616                                          | 6.288                        | 74,6                                       | 34,1                        | 68,7                                           | n/d                                              | n/d                       |
| Barbados                              | 532                                      | 1.105                                       | 2.077                                        | 1.956                                          | 2.749                        | 58,5                                       | 29,2                        | 55,3                                           | 28                                               | 4,84                      |
| Brasil                                | 5.161                                    | 5.919                                       | 1.147                                        | 26                                             | 18                           | 3,2                                        | 0,5                         | 7,0                                            | 52                                               | 4,36                      |
| Chile                                 | 2.766                                    | 1.636                                       | 591                                          | 151                                            | 73                           | 5,3                                        | 1,9                         | 6,8                                            | 57                                               | 4,27                      |
| Costa Rica                            | 2.100                                    | 2.111                                       | 1.005                                        | 442                                            | 343                          | 17,5                                       | 8,1                         | 13,3                                           | 44                                               | 4,43                      |
| Cuba                                  | 2.507                                    | n/d                                         | n/d                                          | 188                                            | 169                          | n/d                                        | n/d                         | n/d                                            | n/d                                              | n/d                       |
| Jamaica                               | 1.922                                    | 1.986                                       | 1.033                                        | 628                                            | 530                          | 49,2                                       | 21,6                        | 31,9                                           | 65                                               | 4,12                      |
| México                                | 22.395                                   | 11.872                                      | 530                                          | 201                                            | 103                          | 5,7                                        | 1,6                         | 14,2                                           | 43                                               | 4,43                      |
| Panamá                                | 1.317                                    | 1.676                                       | 1.273                                        | 330                                            | 211                          | 10,6                                       | 6,3                         | 12,9                                           | 56                                               | 4,30                      |
| Peru                                  | 2.299                                    | 2.274                                       | 989                                          | 65                                             | 41                           | 9,0                                        | 1,6                         | 7,6                                            | 69                                               | 4.04                      |
| República Dominicana                  | 4.125                                    | 4.240                                       | 1.028                                        | 408                                            | 353                          | 36,2                                       | 18,8                        | 19,8                                           | 72                                               | 3,99                      |
| Uruguai                               | 2.352                                    | 1.496                                       | 636                                          | 525                                            | 145                          | 14,2                                       | 3,6                         | 10,7                                           | 58                                               | 4,24                      |

- Notas : (1) A cor sombreado verde denota o país com o melhor indicador e a cor sombreado amarelo corresponde aos indicadores da Costa Rica.

## Principais atrações naturais

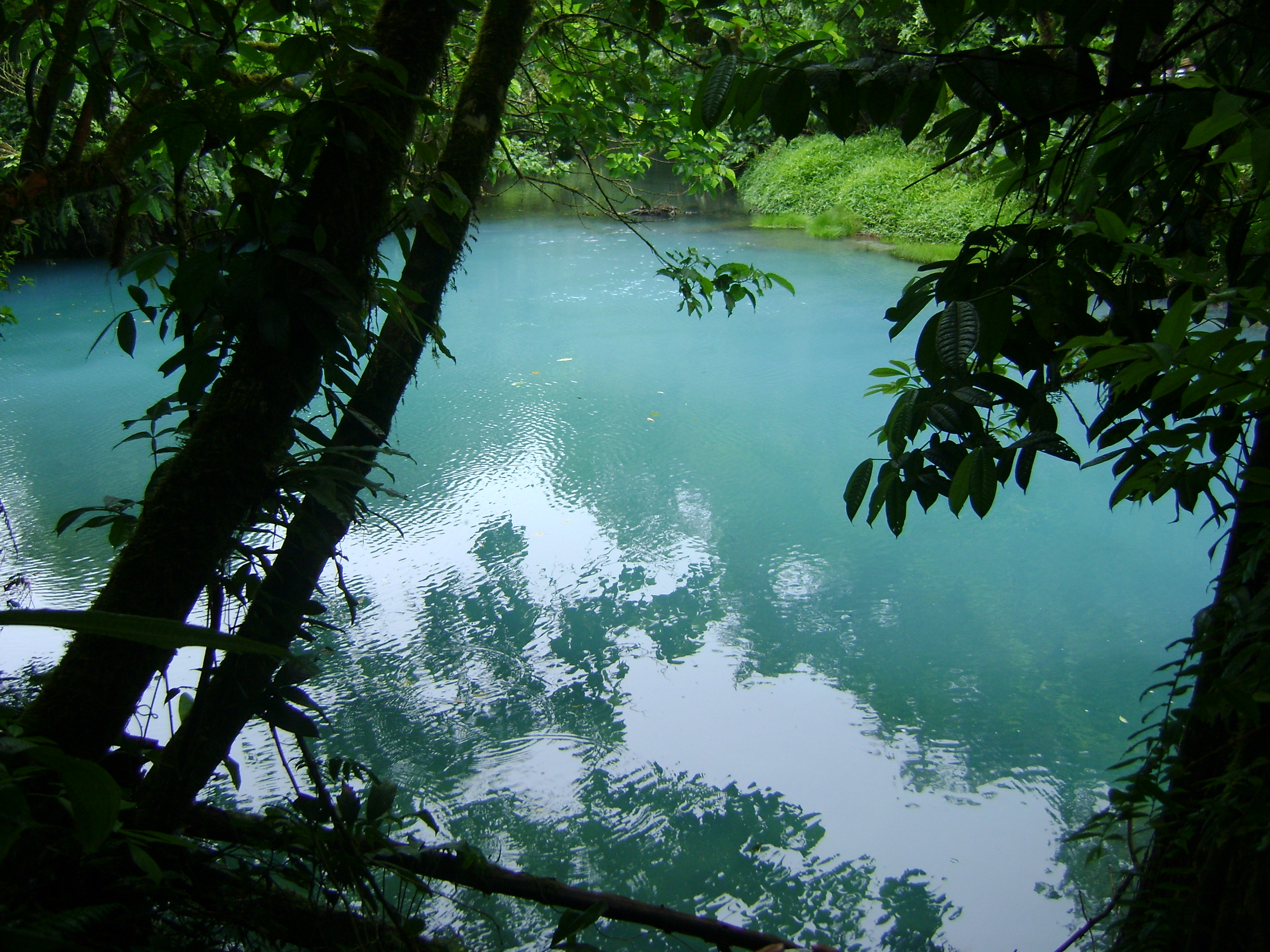
O ecoturismo é da maior importância para a industria turística da Costa Rica. Rio Celeste, no Parque Nacional Vulcão Tenorio, Guatuso, Alajuela.

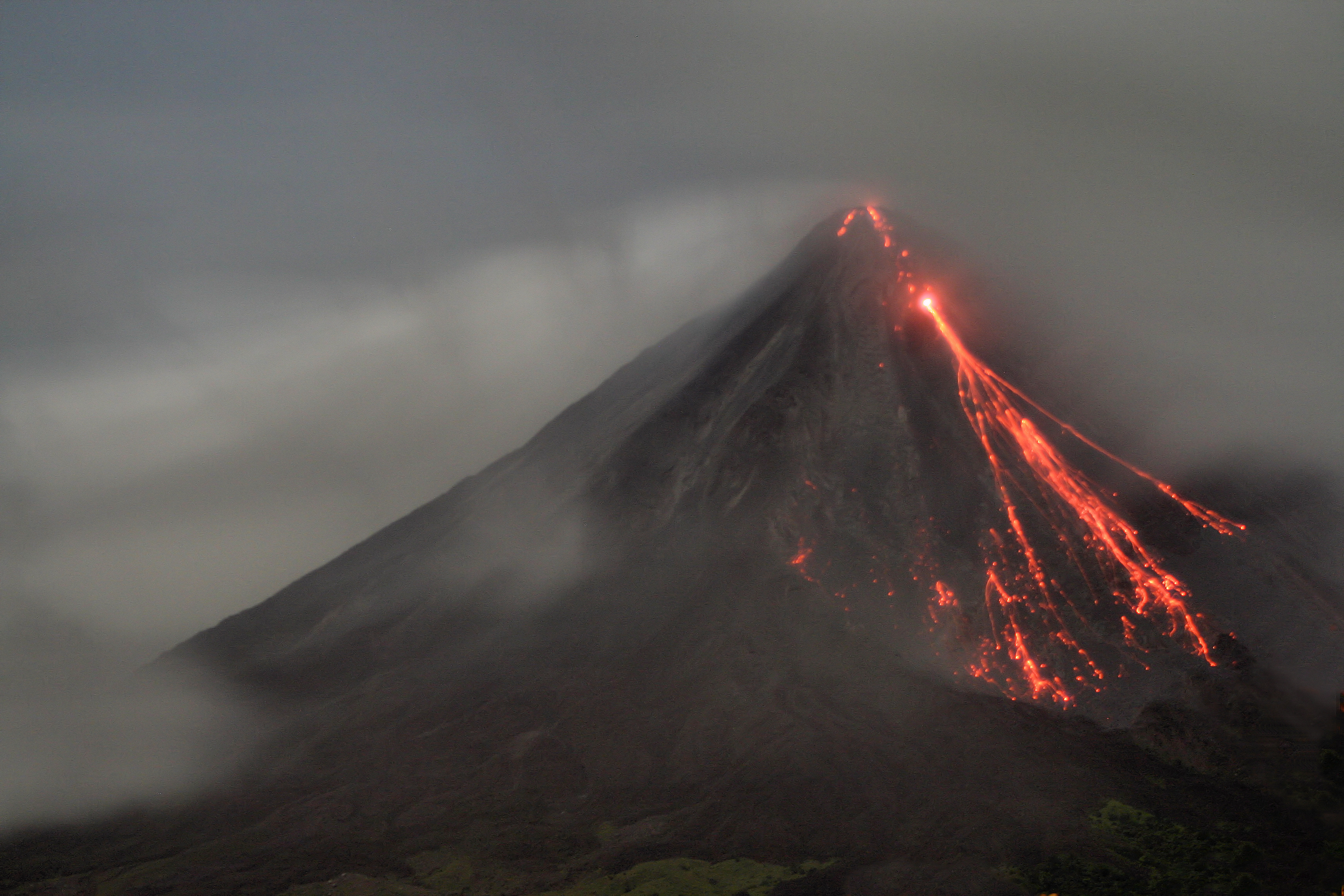
O Vulcão Arenal é um dos destinos mais populares na Costa Rica, San Carlos, Alajuela.

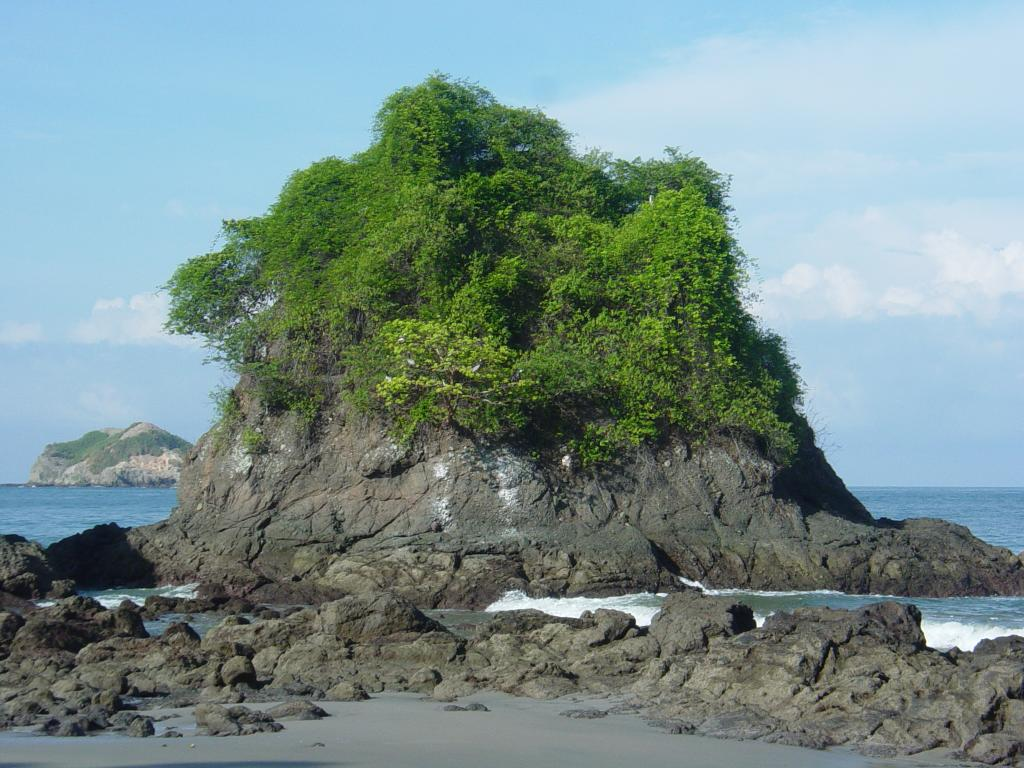
Parque Nacional Manuel Antonio é um destino popular pelas suas quatro praias localizadas dentro do ambiente natural, Quepos, Puntarenas.

### Parques Nacionais e Reservas Biológicas
- Ilha do Coco, no Parque Nacional Isla del Coco, Patrimônio Mundial da UNESCO
- Zona de Conservação de Guanacaste, Patrimônio Mundial da UNESCO
- Parque Nacional La Amistad, Patrimônio Mundial da UNESCO, fronteira Costa Rica-Panamá
- Parque Nacional Chirripó
- Parque Nacional Corcovado
- Parque Nacional Tortuguero
- Parque Nacional Cahuita
- Parque Nacional Tapantí
- Parque Nacional Santa Rosa
- Parque Nacional Braulio Carrillo
- Estação Biológica La Selva, Organização para Estudos Tropicais (Reserva privada)
- Reserva Biológica Bosque Nuboso Monteverde, Monteverde, Puntarenas (Reserva privada)

### Vulcões
- Vulcão Poás no Parque Nacional Vulcão Poás, Alajuela.
- Vulcão Irazú no Parque Nacional Vulcão Irazú, Cartago.
- Vulcão Arenal no Parque Nacional Vulcão Arenal, Alajuela.
- Vulcão Turrialba, no Parque Nacional Vulcão Turrialba, Cartago.
- Vulcão Rincón de la Vieja no Parque Nacional Vulcão Rincón de la Vieja, Guanacaste.

### Praias
- Playa Manuel Antonio no Parque Nacional Manuel Antonio
- Playa Cahuita no Parque Nacional Cahuita, Limón (província)
- Playa Puerto Viejo, Talamanca, Limón
- Playa Manzanillo, Limón
- Playa Gandoca, Limón
- Playa Tamarindo, Guanacaste
- Playa Flamingo, Guanacaste
- Playa Conchal, Guanacaste
- Playa Jacó, Puntarenas
- Playa Herradura, Puntarenas
- Playa Montezuma, Puntarenas
- Playa Zancudo, Puntarenas

### Sete maravilhas naturais da Costa Rica
Elegidas como as sete maravilhas naturais do país en 2007 pelos costarriquenhos, em concurso informal e popular organizado pelo maior jornal costarriquenho, estes sitios naturais estão entre os favoritos dos turistas domésticos e estrangeiros, com a exceção Ilha do Coco, devido a seu difícil acesso, já que está localizada a 550 quilômetros do litoral Pacífico da Costa Rica.
| Ranking | As 7 maravilhas naturais da Costa Rica (2007) | As 7 maravilhas naturais da Costa Rica (2007) |
| 1.      | Ilha do Coco                                  |                                               |
| 2.      | Vulcão Arenal                                 |                                               |
| 3.      | Cerro Chirripó                                |                                               |
| 4.      | Rio Celeste                                   |                                               |
| 5.      | Canales de Tortuguero                         |                                               |
| 6.      | Vulcão Poás                                   |                                               |
| 7.      | Reserva Monteverde                            |                                               |
| ------- | --------------------------------------------- | --------------------------------------------- |

## Outras atividades e destinos populares

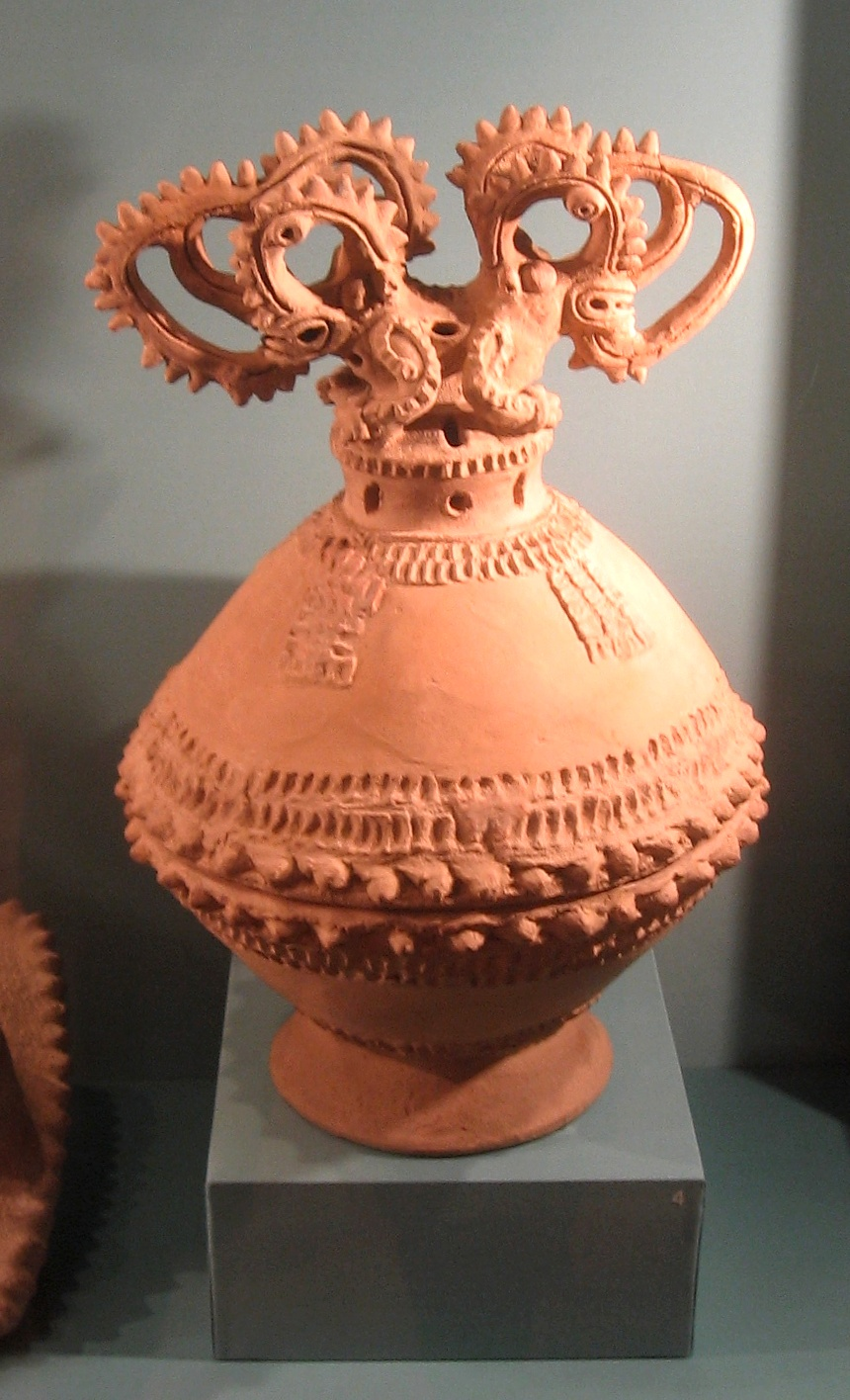
Peça indígena pré-colombiana exibida no Museu Nacional.

- Sarchí, en Alajuela, compra de artesanatos e produtos típicos.
- Igreja Colonial de Orosí e Ruinas de Ujarrás, em Cartago.
- Sitio arqueolôgico de Guayabo, em Turrialba, Cartago.
- Museu Nacional da Costa Rica em San José.
- Teatro Nacional da Costa Rica em San José.
- Museu de Ouro do Banco Central da Costa Rica em San José.
- Museu de Arte Costarricense em La Sabana, San José.
- Igreja de Nossa Senhora dos Anjos, dedica à patroeira da Costa Rica, em Cartago.
- Jardins Lancaster em Cartago.
- INBioparque, Instituto Nacional de Biodiversidad, em Santo Domingo de Heredia.